# (458063) Gustavomuler
(458063) Gustavomuler est un astéroïde de la ceinture principale.

## Description
(458063) Gustavomuler est un astéroïde de la ceinture principale. Il fut découvert le 21 décembre 2009 à Tzec Maun par Erwin Schwab. Il présente une orbite caractérisée par un demi-grand axe de 3,11 UA, une excentricité de 0,24 et une inclinaison de 10,99° par rapport à l'écliptique.
Il est nommé d'après l'astronome amateur Gustavo Muler.